# Мочулка (річка)
Мочулка (Ялта, Самець) — річка  в Україні, у Гайсинському районі Вінницької області. Права притока  Удичу (басейн Південного  Бугу).

## Опис
Довжина річки 20 км., похил річки — 3,8 м/км. Формується з багатьох безіменних струмків та водойм.  Площа басейну 92,8 км².

## Розташування
Бере  початок у селі Шевченка. Тече переважно на південний схід через Велику Мочулку, Орлівку, М'якохід і впадає у річку Удич, ліву притоку Південного Бугу.
Річку перетинають автомобільні дороги Т 0224, Р54

## Галерея

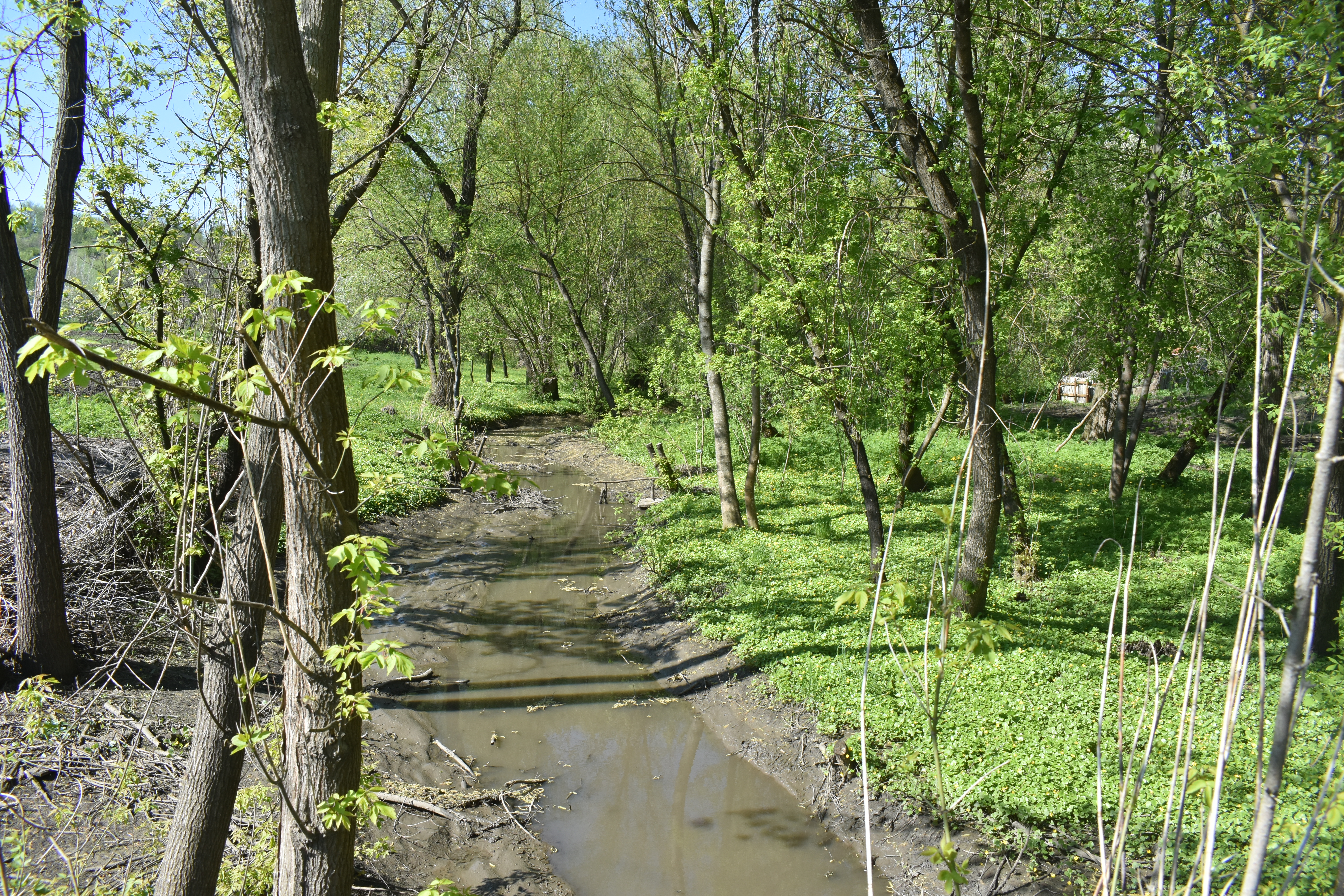
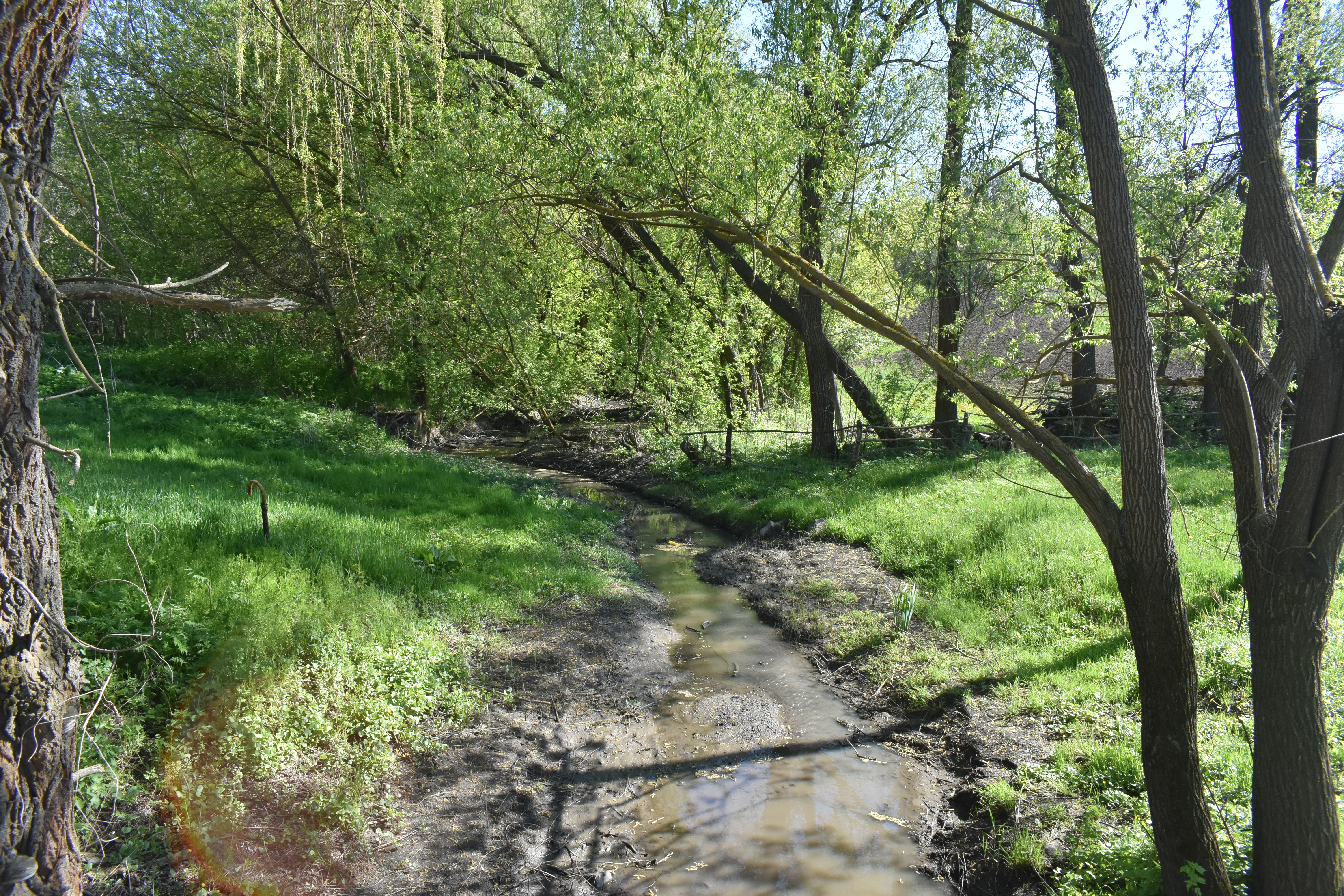
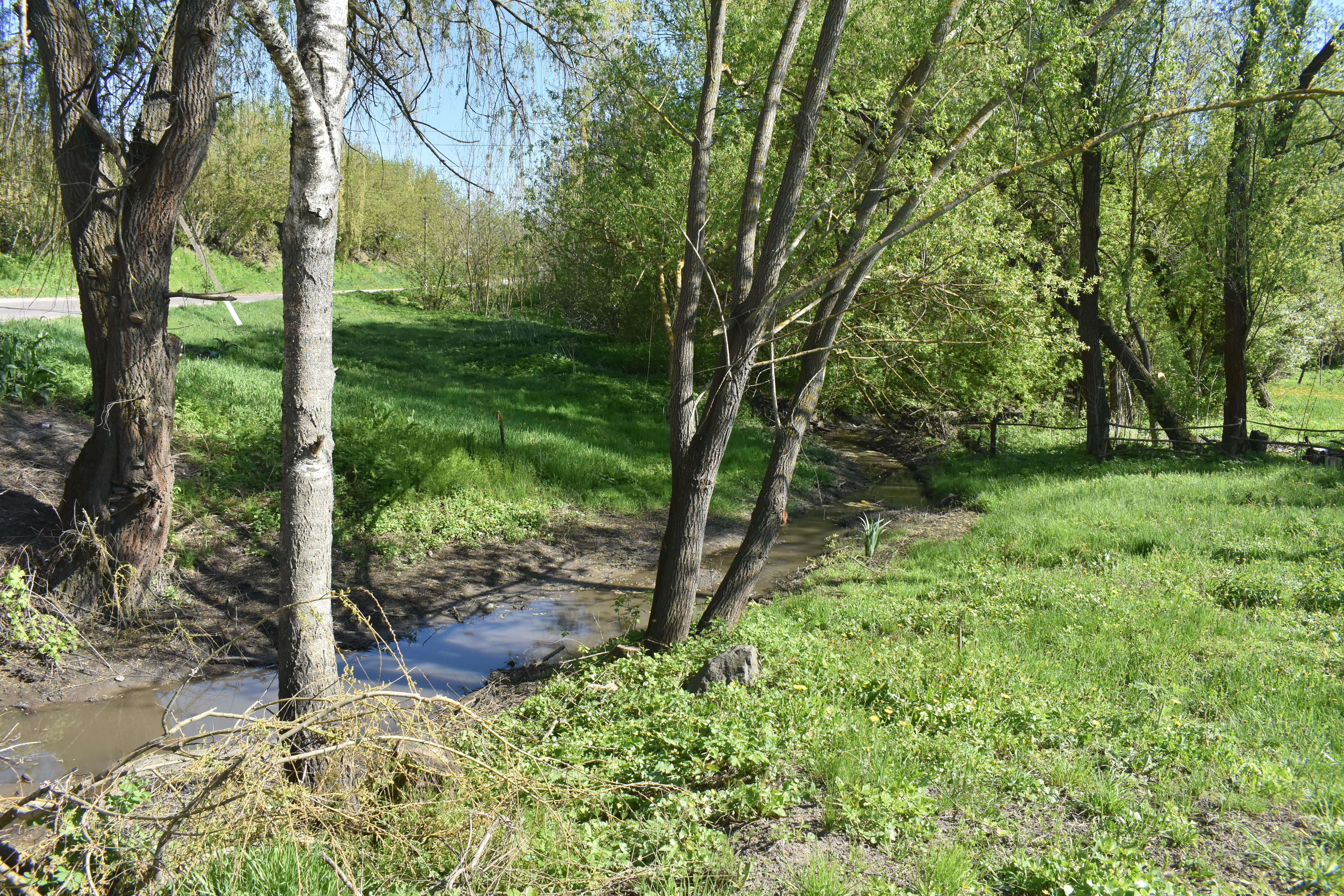
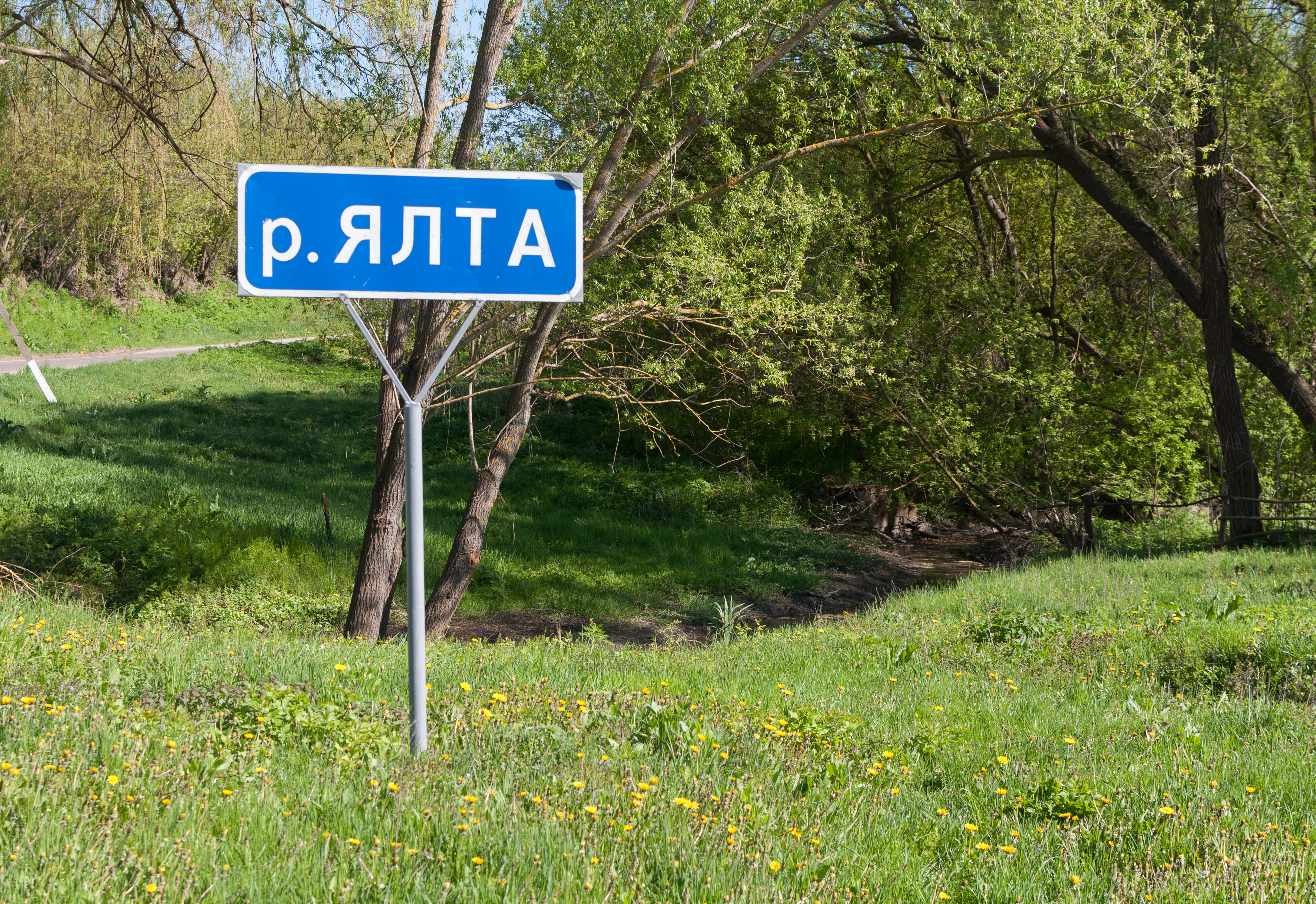

## Притоки
Річка без назви - бере  початок у Панчишиному. Тече переважно на південний схід і у Орлівці зливається з річкою Мочулка за 10 км від її гирла, утворюючи річку Ялта. Довжина річки 6,6 км, площа басейну - 25,2 км².